# Centro de Artes Escénicas de Durham
Centro de Artes Escénicas de Durham (Durham Performing Arts Center - DPAC) es el teatro de la ciudad de Durham en Carolina del Norte, Estados Unidos.
El Durham Performing Arts Center es un centro de artes escénicas multimedia con capacidad para 2800 espectadores diseñado para albergar producciones de musicales de Broadway, ópera, ballet, y otros tipos de manifestaciones.
Se inauguró en noviembre de 2008.